# Deathcode Society
Deathcode Society est un groupe de black metal symphonique français, originaire d'Annecy. 

## Biographie

### Débuts etIte Missa Est(2004-2011)
La séparation d'Emperor déclenche l'idée chez Arnhwald et Grégoire de créer un groupe de black metal symphonique. Leur volonté est de jouer une musique « mêlant black metal, death metal, grand orchestre et bruitisme industriel ». Le parolier et compositeur est Arnhwald Rattenfänger. Les essais de compositions durent 4 ans avant que 2 morceaux satisfaisants, The Inner Vortex et Seraphic Requiem, soient finalisés en 2008 et enregistrés en 2009, dans la démo nommée Ite Missa Est.
Néanmoins le groupe est exigeant mais reste un projet parallèle pour la plupart de ses membres et il leur est difficile de se voir. En conséquence la composition du groupe évolue en 2010 et 2011, et est restée stable depuis, avec des membres pour qui le groupe devient un projet prioritaire.

### AlbumEschatonizeret premiers concerts (2011-2018)
L'album est écrit entre 2011 et 2013. L'enregistrement et la production se déroule de 2013 à 2015. Le groupe lance un crowdfunding pour payer un orchestre et un chœur pour l'enregistrement. Celui-ci ne rapporte pas assez, mais permet tout de même de payer un studio pour l'enregistrement de la batterie. La basse, les guitares et le chant ont été enregistrés chez les membres du groupe et les autres parties sont synthétisés.
Le titre de l'album vient du mot grec éschaton signifiant le dernier et faisant référence à la fin du monde. Eschatonizer est un néologisme évoquant le nom d’une machine qui précipiterait la fin des temps.
Le groupe a invité plusieurs chanteurs sur l'album : Benjamin Nominet (ex-Sybreed), RMS Hreidmarr (Glaciation, The CNK, ex-Anorexia Nervosa), Saint Vincent (Blacklodge, Vorkreist) and Sam Meador (Xanthochroid).
Le groupe craint de ne pas pouvoir jouer leurs morceaux en concert, car trop difficiles. Grégoire permet au groupe de profiter d'une résidence artistique de quatre jours « en condition scène » dans une salle alsacienne avec l'ingénieur du son Gérald Koehl pour travailler la prestation scénique. Le résultat est concluant et le groupe se met à la recherche de salles où se produire. En 2016, le groupe pose sa candidature pour participer à l'Inferno Metal Festival et est accepté. En juin 2017, le groupe joue au Hellfest, sur la scène « Temple ».

### The Armageddon Carnival(2018)
En 2017, Deathcode Society annonce travailler sur un disque qui comprendrait 7 morceaux originaux et deux reprises. Arnhwald souhaite utiliser des poèmes des XXe et XXIe siècles pour les paroles. L'enregistrement des guitares, de la basse et du chant est toujours prévu chez lui, la batterie en studio, mais pour l'arrangement et l'enregistrement des parties symphoniques le groupe est en contact avec Simon Fache et souhaite pouvoir utiliser de vrais instruments symphoniques pour cet album.
Mais Franz décède le 11 mars 2018. Cet évènement amène les membres du groupe à décider de publier, en guise d'hommage, la seule captation live du groupe, datant du 27 avril 2017, dans un album live intitulé The Armageddon Carnival. Michael rejoint le groupe pour remplacer Franz à la guitare et le groupe rend un nouvel hommage à Franz lors d'un concert qui lui est dédié à Chambéry le 31 octobre de la même année.

### Suite (2019-)
En janvier 2019, un nouveau morceau est présenté en concert, intitulé À la Néante, il reprend les paroles d'un poème de René Daumal.

## Univers artistique
Le groupe souhaite créer un univers immersif autour de leur musique et cite parmi leurs influences le projet artistique inachevé Le Mystère d'Alexandre Scriabine, œuvre très ambitieuse qui devait faire appel à tous les sens et dont l'exécution devait être suivie par la disparition de l'humanité.

### Style musical
La musique de Deathcode Society est un black metal symphonique caractérisé notamment par une écriture complexe, l'absence de chant clair, l'utilisation de chœurs variés (grégorien, classique, symphonique) et des passages atonaux. Les morceaux sont plutôt longs, 6 à 10 minutes.

#### Influences
Les influences principales revendiquées par le groupe sont Anorexia Nervosa, Emperor, Strapping Young Lad et Dissection. Emperor a été le déclencheur de la création du groupe, Anorexia Nervosa a amené l'intensité et la méchanceté dans la musique et Dissection la complexité et les mélodies.

### Paroles
Le thème central des paroles de Deathcode Society est le mal non pas en tant que manifestation physique mais en tant que concept métaphysique, ainsi que sur ses origines.

### Style visuel
L'album Eschatonizer contient de nombreux visuels : la pochette est une peinture de Paolo Girardi et chaque chanson a un artwork dédié, créé par Emilio Tabasco, Erik Burton Kirchner et Iaroslav Gerselovitch.
Sur scène, les membres du groupe sont vêtus de tuniques à large capuche et de masques, notamment de médecin de peste.

## Membres

### Membres actuels
- Arnhwald Rattenfänger (Arnaud) - Voix, guitare (2004 - )
- Nicolas S - Basse
- Grégoire G - Batterie (2004 - )
- David C - Guitare
- Matthias B - Guitare (2024 - )

### Anciens membres
- Franz Enkner - Guitare (†)[16]
- Michael - Guitare (2018-2024)